# André Greck
André Greck es un escultor, nacido el 24 de febrero de 1912 en Argel, fallecido el 11 de octubre de 1993 en París.

## Biografía
- 1925 : estudios en el Liceo Bugeaud. Frecuenta el estudio del escultor Camille Alaphilippe y también recibe clases del pintor Léon Cauvy en la École des Beaux-Arts de Argel.
- 1926-1930 : En Argel, realización de numerosos bustos, entre otros los de monsieur Vinson, monsieur André Godin, madame Gardel, Jean Degueurce, monsieur Charles Seiberras, madame Charles Seiberras,...

- 1930 : Becado por el Gobierno General de Argelia en 1930 para estudiar en París entre otros en el taller de Jean Boucher en la École des Beaux-Arts (siendo primero en el concurso de admisión. Durante toda su vida, Greck mantendrá un especial afecto hacia Jean Boucher por haberle transmitido lo sagrado del arte.
- 1932 : exposición en la Alhambra de Argel.
- 1934 : primer premio Chenavard con "Jeanne d'Arc bergère" que le proporciona ese mismo año la Medalla de plata en el Salón de los Artistas franceses, primer premio Doublemard con "les Bretonnes".

- 1935 : segundo en el gran Premio de Roma de escultura con "Jesús despojado de sus vestiduras",[1] Gran Prix Artístico de Argelia (por "Juana de Arco virgen"[2]).
- 1936 : primer gran Premio de Roma de escultura con "un chrétien livré aux bêtes", es de momento el único primer "prix de Rome" de la Francia de ultramar.
- 1937-1939 : pensionado en la Villa Médicis en Roma. Realiza numerosos bustos entre otros el de la Princesa de Broglie , Carcopino, Edmonde Charles-Roux, el pintor Fontanarosa
- 1940 : retorno a Argelia.
- 1942 : Juana de Arco de El Affrounen la provincia de Blida . Se casa con Annie Ballestéros. Nacimiento de su hija Anne.
- 1962 : su taller de 350 m², repleto de obras y utillaje -en Kouba- es enteramente nacionalizado por el estado argelino para hacer un anexo de la Escuela de Bellas Artes de Argel, sin que el escultor reciba indemnización alguna.

De regreso a Francia es nombrado profesor de dibujo en la Escuela Nacional de Bellas Artes de Dijon, donde enseñará hasta 1972.
Su estatua de Monseigneur Affre que se encontraba en Affreville en Argelia de un peso de 4 toneladas y de una altura de 2m40 es rapatriada a la comuna de Saint-Rome de Tarn en el Aveyron, tierra natal de Monseigneur Affre. Será inaugurada en 1974 por Monseigneur Marty.
- 1983 : monumento al Mariscal Juin inaugurado en la Plaza de Italie de París.
- 1987 : el busto de Georges Brassens realizado por Greck es instalado en la plaza Georges Brassens de París.

## Museos que conservan obras del artista
- Museo de Orleans - museo de Bellas Artes de París, - museo Carnavalet, París - Hôtel national des Invalides - Museo de la Armada, París - ministère des Anciens combattants, París - église, Perpignan - musée de la culture algérianiste, Port-Vendres - la redoute Béar, Semur-en-Auxois - museo municipal, Aix-en-Provence - maison Alphonse Juin, Argenton-sur-Creuse - museo municipal, Autun - museo Rolin, Bordeaux - Centre national Jean Moulin, Bordeaux - museo militar, Boulogne-Billancourt - museo des Années trente, Fréjus - Musée des troupes de marine, Kremlin-Bicetre - Maison de retraite Antoine Lacroix, Mont-de-Marsan - Musée Despiau Wlerick.
- Museo Nacional de Bellas Artes de Argel

## Sus enseñanzas
Riguroso y muy duro con él mismo, André Greck no cuidaba de sus alumnos; pero era generoso en sus consejos divulgando lo esencial del oficio del artista, es decir las leyes inmutables. Por su energía y su fe, propulsaba al joven artista en otra dimensión. Su carácter que pasaba por temibles períodos de depresión podía mostrar una realidad de todos los colores a este alumno-confidente. Formó así a futuros profesionales que quedan marcados por este encuentro: Pierre Delorme, Guillaume Le Baube, Hélène de Jessé.

## Honores y reconocimientos
- Miembro de la Academia
- Caballero de la Legión de Honor
- Comandante de la Orden del Mérito de la República Popular de Polonia

### notas
1. ↑  "Jésus dépouillé de ses vêtements"
2. ↑  "Jeanne d'Arc bergère"